# Karel II August van Palts-Zweibrücken
Karel II August Christiaan van Palts-Zweibrücken (Düsseldorf, 29 oktober 1746 - Mannheim, 1 april 1795) was van 1775 tot aan zijn dood hertog van Palts-Zweibrücken. Hij behoorde tot het huis Palts-Birkenfeld-Bischweiler.

## Vroege jaren
Karel II August was de oudste zoon van hertog Frederik Michael van Palts-Birkenfeld uit diens huwelijk met Maria Francisca van Palts-Sulzbach, dochter van erfprins Jozef Karel van Palts-Sulzbach. Hij bezocht vaak het keizerlijk hof in Wenen en wilde trouwen met aartshertogin Maria Amalia van Oostenrijk, maar dit stuitte op het veto van haar moeder Maria Theresia en de invloedrijke minister Wenzel Anton van Kaunitz, die Karel August geen goede partij vonden. 
Uiteindelijk huwde hij op 12 februari 1774 met Maria Amelia van Saksen (1754-1831), dochter van keurvorst Frederik Christiaan van Saksen en nicht van koning Lodewijk XVI van Frankrijk, koning Karel IV van Spanje en keizerin Marie Louise, de echtgenote van keizer Leopold II van het Heilige Roomse Rijk. Na de bruiloft nam het echtpaar zijn intrek in het Slot van Neuburg.

## Hertog van Palts-Zweibrücken
In november 1775 volgde Karel II August zijn overleden oom Christiaan IV op als hertog van Palts-Zweibrücken. Hij regeerde als een absolutistisch heerser. Toen hij aan de macht kwam, ontsloeg hij de hofhouding van zijn oom en voerde hij besparingsmaatregelen door, om de beroerde staatsfinanciën te saneren. Karel II August resideerde aanvankelijk in het Slot van Jägersburg, maar kocht in 1777 van een nicht van zijn maîtresse Caroline Augusta Gayling von Altheim het Louisenhof op de Buchenberg bij Homburg (Saarland). Hij liet het verbouwen en uitbreiden, en in enkele jaren ontstond het naar hem genoemde Slot Karlsberg, een van de grootste bouwwerken in het Midden-Europa van de late 18e eeuw. Naast het slot ontstond een garnizoen en een landschapspark, Carlslust, met menagerie. In 1779 vestigde Karel II August zich in het kasteel, waar hij ook prenten, wapens, pijpenkoppen boeken verzamelde die in en een bibliotheek onder werden gebracht.
Als verwante van de kinderloze keurvorst Karel Theodoor van Palts was hij eveneens erfopvolger van de Keurpalts. Toen Karel Theodoor in 1777 Beieren verwierf, werd Karel August ook erfopvolger van dit keurvorstendom. Aangezien dit zijn prestige flink deed stijgen, vergrootte hij zijn hofhouding. Hierdoor stegen zijn uitgaven en bouwde Karel II August hoge schulden op. Zijn grote hofhouding en parforcejachtpartijen, waarbij onderdanen soms verzorgd moest worden voor hondenbeten, zorgden voor spanningen met het volk.

## Ballingschap
Na de uitbraak van de Franse Revolutie in 1789 en het begin van de Eerste Coalitieoorlog in 1792 bleef Karel II August in zijn hertogdom, hoewel het door Franse troepen was omringd. Omdat de Franse regering hem neutraliteit garandeerde, waande de hertog zich veilig. Na de executie van koning Lodewijk XVI in januari 1793 wilden revolutionairen hem echter naar Parijs ontvoeren om hem daar te berechten. Voor dit plan werd uitgevoerd, vluchtte hij op 9 februari 1793 vermomd als boer uit zijn hertogdom. Hij wist op een haar na te ontsnappen en trok naar Mannheim. De rest van zijn leven leefde hij in het Slot van Mannheim en in het Slot van Rohrbach in Heidelberg, dat hij sinds 1770 bezat. Ondertussen hadden vertrouwelingen van Karel August de hele inboedel van het Slot Karlsberg naar Mannheim gebracht. Hierdoor werd die gevrijwaard toen Franse revolutionairen Karlsberg in juli 1793 in brand staken.
In april 1795 overleed Karel II August in ballingschap aan een beroerte. Omdat zijn zoon al vroeg was gestorven, volgde zijn jongere broer Maximiliaan Jozef hem in Palts-Zweibrucken op, dat in 1797 geannexeerd werd door de Eerste Franse Republiek. Na de dood van Karel Theodoor van de Palts werd Maximiliaan Jozef in 1799 keurvorst van de Palts en Beieren, om in 1806 verheven te worden tot de eerste koning van Beieren. Karel August liet een schuldenberg van 9 miljoen gulden na.

## Nakomelingen
Karel II August en zijn echtgenote Maria Amalia kregen een zoon:
- Karel August Frederik (1776-1784), erfprins van Palts-Zweibrücken.

## Voorouders
| Voorouders van Karel II August van Palts-Zweibrücken (1746-1795) | Voorouders van Karel II August van Palts-Zweibrücken (1746-1795)                                           | Voorouders van Karel II August van Palts-Zweibrücken (1746-1795)                                           | Voorouders van Karel II August van Palts-Zweibrücken (1746-1795)                                              | Voorouders van Karel II August van Palts-Zweibrücken (1746-1795)                                              | Voorouders van Karel II August van Palts-Zweibrücken (1746-1795)                                            | Voorouders van Karel II August van Palts-Zweibrücken (1746-1795)                                            | Voorouders van Karel II August van Palts-Zweibrücken (1746-1795)                                   | Voorouders van Karel II August van Palts-Zweibrücken (1746-1795)                                   |
| ---------------------------------------------------------------- | --- | --- | --- | --- | --- | --- | -------------------------------------------------------------------------------------------------- | -------------------------------------------------------------------------------------------------- |
| Overgrootouders                                                  | Christiaan II van Palts-Birkenfeld-Bischweiler (1637-1717) ∞ Catharina Agatha van Rappoltstein (1648-1683) | Christiaan II van Palts-Birkenfeld-Bischweiler (1637-1717) ∞ Catharina Agatha van Rappoltstein (1648-1683) | Lodewijk Crato van Nassau-Saarbrücken (1663-1713) ∞ Philippine Henriëtte van Hohenlohe-Langenburg (1679-1751) | Lodewijk Crato van Nassau-Saarbrücken (1663-1713) ∞ Philippine Henriëtte van Hohenlohe-Langenburg (1679-1751) | Theodoor Eustachius van Palts-Sulzbach (1659-1732) ∞ Eleonore Maria Amalia van Hessen-Rheinfels (1675-1720) | Theodoor Eustachius van Palts-Sulzbach (1659-1732) ∞ Eleonore Maria Amalia van Hessen-Rheinfels (1675-1720) | Karel III Filips van de Palts (1661-1742) ∞ Louise Charlotte Radziwill (1667-1695)                 | Karel III Filips van de Palts (1661-1742) ∞ Louise Charlotte Radziwill (1667-1695)                 |
| Grootouders                                                      | Christiaan III van Palts-Zweibrücken (1674-1735) ∞ Carolina van Nassau-Saarbrücken (1704-1774)             | Christiaan III van Palts-Zweibrücken (1674-1735) ∞ Carolina van Nassau-Saarbrücken (1704-1774)             | Christiaan III van Palts-Zweibrücken (1674-1735) ∞ Carolina van Nassau-Saarbrücken (1704-1774)                | Christiaan III van Palts-Zweibrücken (1674-1735) ∞ Carolina van Nassau-Saarbrücken (1704-1774)                | Jozef Karel van Palts-Sulzbach (1694-1729) ∞ Elisabeth van Palts-Neuburg (1693-1728)                        | Jozef Karel van Palts-Sulzbach (1694-1729) ∞ Elisabeth van Palts-Neuburg (1693-1728)                        | Jozef Karel van Palts-Sulzbach (1694-1729) ∞ Elisabeth van Palts-Neuburg (1693-1728)               | Jozef Karel van Palts-Sulzbach (1694-1729) ∞ Elisabeth van Palts-Neuburg (1693-1728)               |
| Ouders                                                           | Frederik Michael van Palts-Birkenfeld (1724-1767) ∞ Maria Francisca van Palts-Sulzbach (1724-1794)         | Frederik Michael van Palts-Birkenfeld (1724-1767) ∞ Maria Francisca van Palts-Sulzbach (1724-1794)         | Frederik Michael van Palts-Birkenfeld (1724-1767) ∞ Maria Francisca van Palts-Sulzbach (1724-1794)            | Frederik Michael van Palts-Birkenfeld (1724-1767) ∞ Maria Francisca van Palts-Sulzbach (1724-1794)            | Frederik Michael van Palts-Birkenfeld (1724-1767) ∞ Maria Francisca van Palts-Sulzbach (1724-1794)          | Frederik Michael van Palts-Birkenfeld (1724-1767) ∞ Maria Francisca van Palts-Sulzbach (1724-1794)          | Frederik Michael van Palts-Birkenfeld (1724-1767) ∞ Maria Francisca van Palts-Sulzbach (1724-1794) | Frederik Michael van Palts-Birkenfeld (1724-1767) ∞ Maria Francisca van Palts-Sulzbach (1724-1794) |

- Gemeinsame Normdatei: 118968173
- International Standard Name Identifier: 0000 0000 1355 3692
- Système universitaire de documentation: 191544434
- Virtual International Authority File: 22941256
- WorldCat: E39PBJvMFkk9Xf6RkWXdWj4wmd